# Fritz Meyer-Struckmann
Fritz Meyer-Struckmann (* 16. August 1908 in Charlottenburg; † 28. Oktober 1984 in Essen) war ein deutscher Bankier und Jurist.

## Biografie
Meyer-Struckmann war der Sohn des Kammergerichtsrats Heinrich August Louis Meyer und von Theodore Anna Marie Struckmann als eines von vier Kindern.
1926 immatrikulierte Meyer an der Eberhard-Karls-Universität in Tübingen. Hier und nach seinem Wechsel nach Berlin im August 1927 studierte er Rechts- und Staatswissenschaften. In Tübingen gehörte er der heute aufgelösten Studentenverbindung „Saxonia Tübingen“ an.
Nach dem Zweiten Weltkrieg wurde er persönlicher Mitarbeiter von Hermann Josef Abs und 1949 bei dem Essener Bankhaus Burkhardt & Co. Generalbevollmächtigter und zehn Jahre später auch Mitinhaber. Er war bis zu seinem Rückzug aus dem Beruf persönlich haftender Gesellschafter dieser 1972 mit dem Bankhaus C.G.Trinkaus in Düsseldorf fusionierten Privatbank.

## Stiftung
1961 gründete er in Essen die nach ihm benannte Stiftung. 1977 berief er Karl-Wilhelm Reichsgraf Finck von Finckenstein (1923–2010), Hans Helmut Kuhnke (1907–1997), Dieter Spethmann, Eberhart Krameyer (1921–1993) und Carl Gottfried Schmidt (1923–2003) als Mitglieder des Vorstandes. Ab dem 28. Oktober 1984 wurde Karl-Wilhelm Reichsgraf Finck von Finckenstein vom Bankhaus Trinkaus & Burkhardt Vorsitzender des Vorstandes.
Meyer-Struckmanns umfangreiches Vermögen, das hauptsächlich aus Effekten und Beteiligungen bestand, floss nach seinem Ableben 1984 in die „Dr. Meyer-Struckmann-Stiftung“ und machte diese im „Stifterverband für die Deutsche Wissenschaft e. V.“ zur zweitgrößten Einzelstiftung. In ihrer Funktion als Erbin des Vermögens von Meyer-Struckmann hat die Stiftung die Aufgabe einen gemeinnützigen Zweck zu erfüllen. Diese besteht in der Förderung von Wissenschaft und Forschung, besonders der Kultur- und Geisteswissenschaften, der Unterstützung von Hochschulprojekten, der Einrichtung von Stipendien, der Unterstützung der Bildungsarbeit mit der Jugend und von Projekten diverser Kultureinrichtungen, wie beispielsweise dem Folkwang-Museum in Essen.
Von 1958 bis 1984 war er Mitglied des Kuratoriums der Friedrich-Naumann-Stiftung für die Freiheit.

### Preise
Die Dr. Meyer-Struckmann-Stiftung lobte drei Förderpreise aus:
- Meyer-Struckmann-Preis für geistes- und sozialwissenschaftliche Forschung: Mit der Einrichtung dieses Preises unterstreicht die Stiftung ihren vom Stifter gedachten Gründungszweck, die Förderung von Wissenschaft und Forschung, insbesondere im Bereich der Geistes- und Kulturwissenschaften. Der Preis ist jährlich mit 20.000 € dotiert und für 10.000 € ausgerichtet. Die Ausschreibung und die Auswahl obliegen der Philosophischen Fakultät der Heinrich-Heine-Universität Düsseldorf.[1] Dabei arbeitet die Fakultät mit dem Wissenschaftszentrum Nordrhein-Westfalen zusammen.

- Dr. Eberhart-Krameyer-Preis: Um den im Jahre 1993 verstorbenen Dr. Eberhart Krameyer zu ehren und seine Verdienste um die Dr. Meyer-Struckmann-Stiftung zu würdigen, wurde im Dezember 1993 der „Dr. Eberhart-Krameyer-Preis“ gestiftet. Dieser Preis wurde für die hervorragendste Arbeit im Rahmen des Studium fundamentale an der Universität Witten/Herdecke verliehen und mit 5000 DM jährlich für die Dauer von zehn Jahren dotiert. Neben einer hervorragenden wissenschaftlichen Arbeit wurde später auch eine solche auf künstlerischem Gebiet belohnt.

- Dr. Meyer-Struckmann-Wissenschaftspreis: Dieser Preis für herausragende Leistungen in Wissenschaft und Forschung wurde 1998 mit 30.000 DM jährlich mit einer Laufzeit von zehn Jahren dotiert und bundesweit ausgeschrieben. Nach einer Verlängerung der Laufzeit um weitere fünf Jahre lief der Preis 2013 aus. Die Themenbereiche orientierten sich an den Forschungskernpunkten der Brandenburgischen Universität Cottbus, zu denen Landschaftsentwicklung, energieeffiziente Systeme, neue Werkstoffe und Materialien, Fahrzeug- und Antriebstechnik, Modellierung und Simulation sowie Informationstechnologie gehören.[2][3]

## Ehrungen
- 1983: Großes Verdienstkreuz mit Stern der Bundesrepublik Deutschland